# بارات سينغ
بارات سينغ (بالهندية: भरत सिंह؛ بالإنجليزية: Bharat Singh) هو سياسي هندي، ولد في 15 سبتمبر 1948 في بليا ‏ في الهند. نشط حزبياً في حزب بهاراتيا جاناتا. في 2014 Indian general election in Ballia Lok Sabha constituency ‏، انتخب عضو لوك سابها السادسة عشر ‏ عن دائرة Ballia Lok Sabha constituency ‏ وقد انضم خلال فترته النيابية ‏  للكتلة البرلمانية حزب بهاراتيا جاناتا.